# Св. св. Петър и Павел (Сопот)
Вижте пояснителната страница за други значения на Свети апостоли Петър и Павел.
 „Св. св. Петър и Павел“ е български православен храм в град Сопот, част от Пловдивската епархия на Българската православна църква.

## История
Църквата се намира в непосредствена близост с девическия метох „Въведение Богородично“. Изградена е през 1846 година под ръководството на майстор строител Никола Троянов от Брацигово. По време на Руско-турската война храмът е опожарен. В 1879 година църквата е напълно възстановена. През 1935 г. архитект Александър Хр. Рашенов извършва конструктивно укрепване на сградата.
Църквата „Св. св. Петър и Павел“ е трикорабна с три апсиди и размери: 18 на 36 метра.

## Галерия
- Изглед от църковния двор
- Камбанария на църквата